# Majoros
Majoros (szlovákul: Majerovce, németül: Meierhöfen) község Szlovákiában, az Eperjesi kerületben, a Varannói járásban.

## Fekvése
Varannótól 4 km-re keletre, az Ondava jobb oldalán fekszik.

## Története
1363-ban említik először.
A 18. század végén Vályi András így ír róla: „MAJOROCSKA. Tót falu Zemplén Várm. földes Ura Vladár Uraság, lakosai katolikusok, és ó hitűek, fekszik Varannóhoz 1/2, Homonnához pedig 1 1/2 órányira, határja három nyomásbéli, az őszi vetést nagy munkával termi, réttye bőven van a’ hegyek allyán helyheztetve, mellyekről le folyó vizektől nagy árkok által védelmeztetik, és ezeket minden esztendőben tisztítani kell, hogy a’ falunak határja, ’s legelője el ne romollyék, erdője is van.”
Fényes Elek 1851-ben kiadott geográfiai szótárában így ír a faluról: „Majorócz, tót falu, Zemplén vmegyében, közel Varannóhoz, s ut. p. Eperjes, az Ondava völgyében. Lakja 50 római, 130 görög kath., 8 evang., 8 zsidó. Határa 895 hold, mellyből beltelek 29 h., szántóföld 524 h., rét 237 h., erdő 105 hold; s ebből urbéri szántó 120, rét 40, legelő 25 hold, a többi majorsága Vladár Tamásnak, ki itt szép juhokat tenyésztet, és váltógazdaságot folytat. Szántóföldeinek fele dombos hegyeken fekszik, s igen ritka és sovány, hanem rétjei igen jó szénát teremnek.”
Borovszky Samu monográfiasorozatának Zemplén vármegyét tárgyaló része szerint: „Majoros, azelőtt Majoróczka, tót kisközség 29 házzal és 201 róm. kath. vallású lakossal, kiknek azonban nincs itt templomuk. Postája, távírója és vasúti állomása Varannó. Hajdan a varannai uradalom tartozéka volt s azonosnak látszik az e tájon említett XIV-XV. századbeli Moroch községgel. Újabbkori birtokosai a gróf Forgách, Bydeskuthy és a Vladár családok és most is Vladár Emilnek van itt nagyobb birtoka. A XVII. századbeli pestis sok lakosát pusztította el.”
A trianoni diktátumig Zemplén vármegye Varannói járásához tartozott.

## Népessége
| Év:            | 1994. | 2004.   | 2014.   | 2024.   |
| -------------- | ----- | ------- | ------- | ------- |
| Emberek száma: | 455   | 448     | 444     | 436     |
| Eltérés:       |       | -1,53 % | -0,89 % | -1,80 % |

| Év:            | 2023. | 2024.   |
| -------------- | ----- | ------- |
| Emberek száma: | 431   | 436     |
| Eltérés:       |       | +1,16 % |

1910-ben 184, túlnyomórészt szlovák lakosa volt.
2001-ben 448 lakosából 447 szlovák volt.
2011-ben 445 lakosából 437 szlovák.

## Nevezetességei

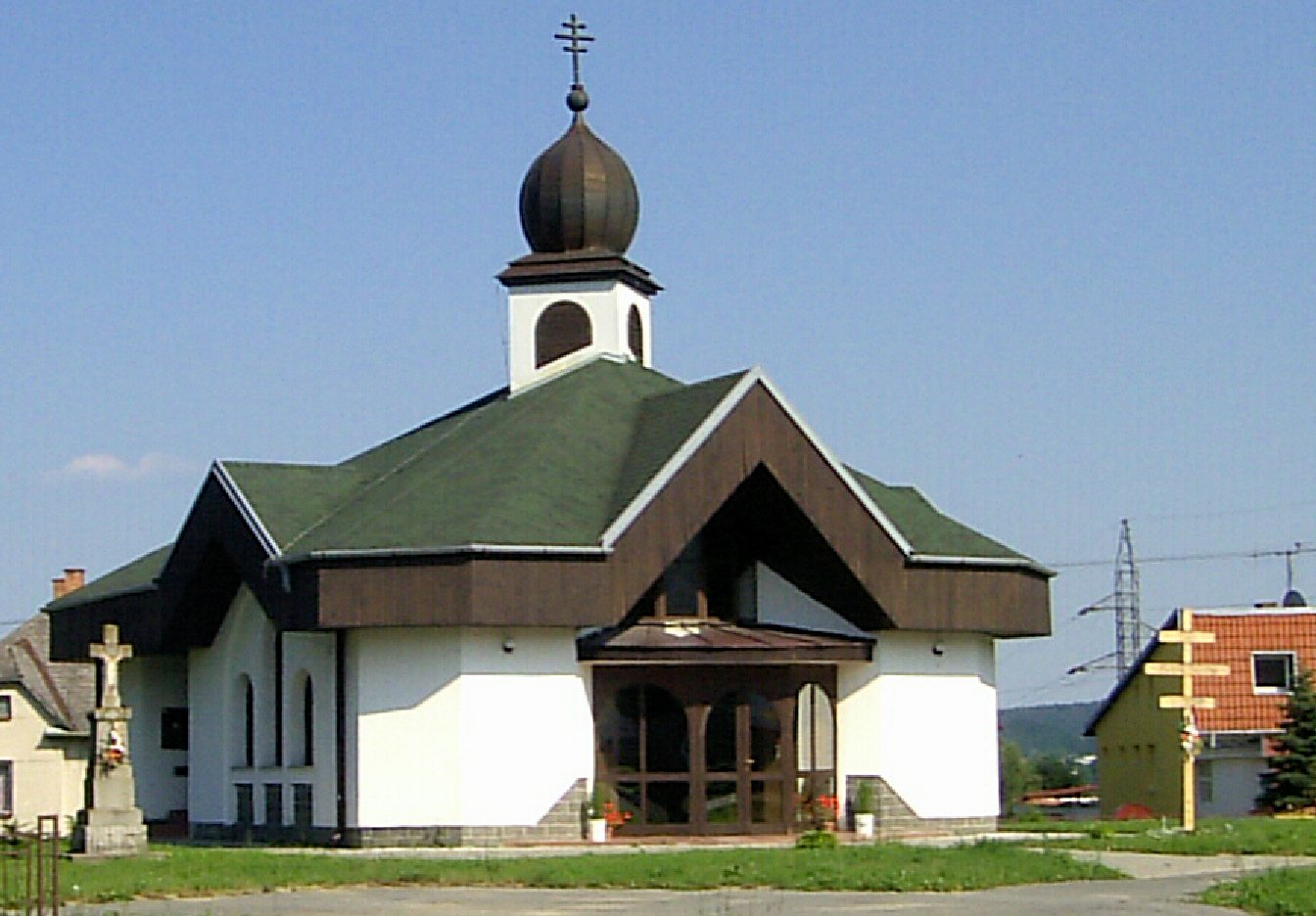
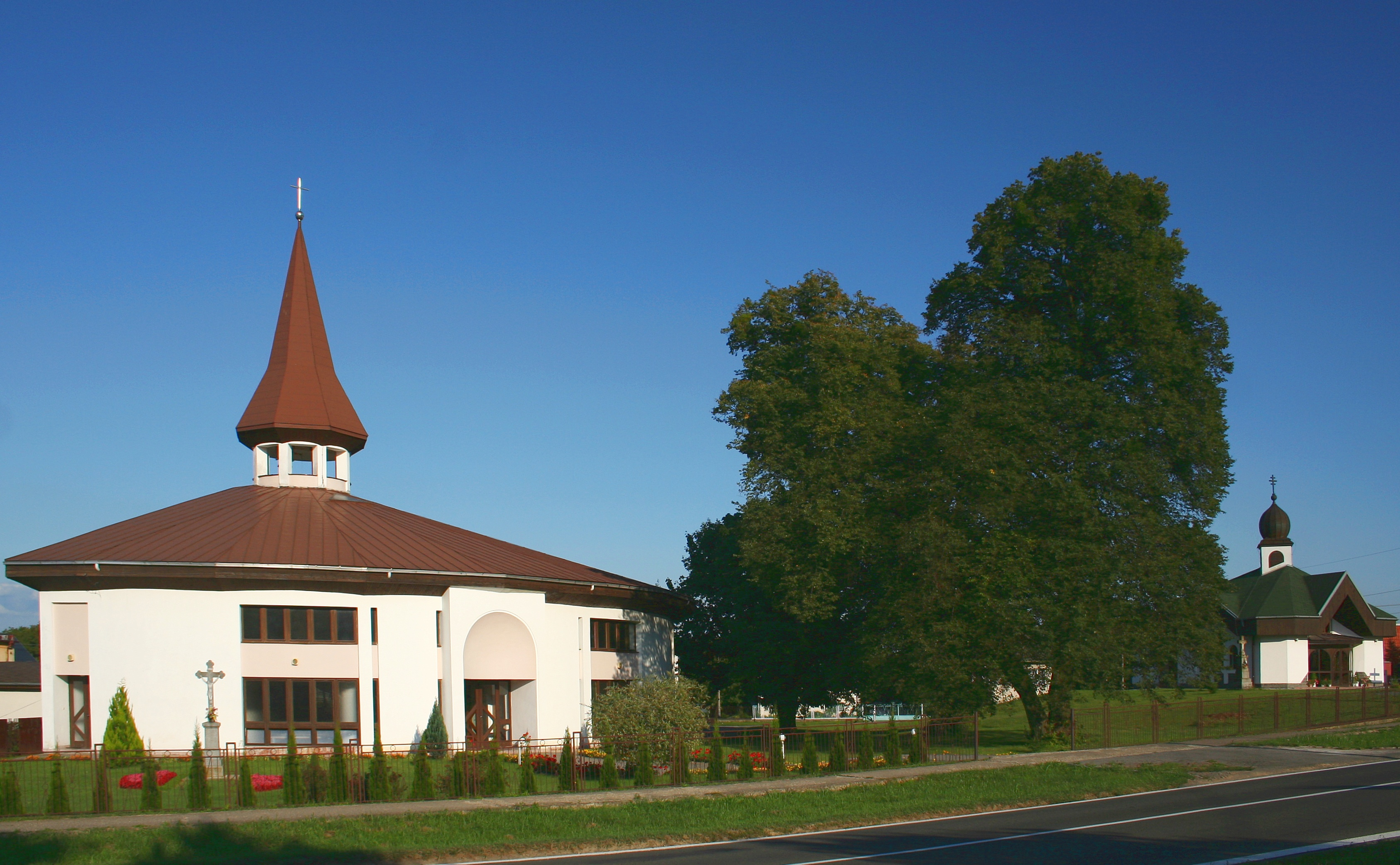

- Görögkatolikus templom